# Carmel Myers
Carmel Myers (ur. 4 kwietnia 1899 w San Francisco, zm. 9 listopada 1980 w Los Angeles) – amerykańska aktorka filmowa.

## Życiorys
Karierę rozpoczęła za sprawą swojego ojca, rabina. Pracował on jako konsultant biblijny przy filmie Nietolerancja. W ramach podziękowania za jego pomoc, reżyser D.W. Griffith powierzył Carmel drobną rólkę. Następnie aktorka zaczęła pracować dla wytwórni Universal Pictures. W 1917 r. zagrała w filmie Sirens of the Sea, który podniósł jej popularność. Jej kariera filmowa rozwijała się do ok. 1933 r. – potem wystąpiła już w niewielu filmach.
Zmarła w 1980 r. w Los Angeles. Jej prochy zostały rozrzucone w ogrodzie różanym w Pickfair.

## Filmografia
- Georgia Pearce (1915)
- Nietolerancja (1916)
- A Love Sublime (1917)
- A Daughter of the Poor (1917)
- Might and the Man (1917)
- The Haunted Pajamas (1917)
- Sirens of the Sea (1917)
- The Lash of Power (1917)
- My Unmarried Wife (1918)
- The Wife He Bought (1918)
- The Girl in the Dark (1918)
- The Wine Girl (1918)
- The Marriage Lie (1918)
- A Broadway Scandal (1918)
- The City of Tears (1918)
- The Dream Lady (1918)
- A Society Sensation (1918)
- Całą noc (1918)
- Who Will Marry Me? (1919)
- The Little White Savage (1919)
- In Folly's Trail (1920)
- The Gilded Dream (1920)
- Beautifully Trimmed (1920)
- The Mad Marriage (1921)
- The Dangerous Moment (1921)
- Cheated Love (1921)
- The Kiss (1921)
- Breaking Through (1921)
- A Daughter of the Law (1921)
- The Love Gambler (1922)
- The Danger Point (1922)
- Ostatnia godzina (1923)
- Słynna pani Fair (1923)
- Goodbye Girls (1923)
- The Little Girl Next Door (1923)
- Mary of the Movies (1923)
- Slave of Desire (1923)
- The Dancer of the Nile (1923)
- The Love Pirate (1923)
- Reno (1923)
- Zatruty raj (1924)
- Beau Brummel (1924)
- Broadway po zmroku (1924)
- Babbitt (1924)
- Ben-Hur (1925)
- The Devil's Circus (1926)
- The Gay Deceiver (1926)
- Tell It to the Marines (1926)
- The Demi-Bride (1927)
- The Understanding Heart (1927) - Kelcey Dale
- Sumuru (1927)
- Sorrell and Son (1927)
- A Certain Young Man (1928)
- Prowlers of the Sea (1928)
- Four Walls (1928)
- Dream of Love (1928)
- The Ghost Talks (1929)
- Careers (1929)
- The Careless Age (1929)
- Broadway Scandals (1929)
- The Show of Shows (1929)
- Statek z Shanghaju (1930)
- A Lady Surrenders (1930) - Sonia
- The Lion and the Lamb (1931)
- Svengali (1931)
- Pleasure (1931)
- Chinatown po zmroku (1931)
- The Mad Genius (1931)
- Nice Women (1931)
- No Living Witness (1942)
- The Countess of Monte Cristo (1934)
- Lady for a Night (1942)
- Konspiratorzy (1944)
- George White's Scandals (1945)
- Whistle Stop (1946)
- Won Ton - pies, który ocalił Hollywood (1976)[4]